# K2-33 b
K2-33 b (également connue sous la désignation EPIC 205117205.01) est une très jeune exoplanète de type super-Neptune orbitant autour de l'étoile de la pré-séquence principale K2-33. Elle a été découverte par une équipe d'astronomes travaillant à la NASA à l'aide du télescope spatial Kepler. Elle se situe à ~456 années-lumière (~140 parsecs) de la Terre dans la constellation du Scorpion. L'exoplanète a été découverte et confirmée en utilisant la méthode des transits, dans lequel on mesure la variation de la luminosité provoquée par une planète passant devant son étoile. Elle est surtout remarquable par son très jeune âge, estimé à 9,3 millions d'années, puisqu'une seule autre exoplanète est encore plus jeune avec un âge estimé à 2 millions d'années (V830 Tau b).

## Caractéristiques

### Masse, rayon et température
K2-33 b est une exoplanète de type super-Neptune, dont la masse et le rayon sont supérieurs à ceux de Neptune. Elle a une température d'équilibre de 850 K (577 °C 1 070 °F). Elle a un rayon de 5,04 R⊕. Alors que la masse de l'exoplanète n'a pas été encore contrainte, les estimations supérieures placent une masse de 3,6 MJ.

### Étoile hôte
La planète orbite autour de l'étoile de la pré-séquence principale de type spectral M K2-33. L'étoile a une masse de 1,05 R☉. Elle a une température de surface de 3 540 K et est âgée de 9,3 millions d'années. En comparaison, le Soleil a un âge estimé à 4,6 milliards d'années et une température de surface de 5 778 K. K2-33 a à peu près la même quantité de métaux que le Soleil, avec une métallicité ([Fe / H]) de 0.1, sa luminosité (l ☉) est de 15% celle du Soleil,,.
La magnitude apparente de l'étoile, ou sa luminosité apparente du point de vue de la Terre, est de 14,3. Par conséquent, elle est trop faible pour être visible à l’œil nu.

### Orbite
K2-33b tourne autour de son étoile hôte avec une période orbitale de 5,424 jours, à une distance de son étoile de 0,049 UA (à comparer à la distance entre Mercure et le Soleil, qui est d'environ 0,38 UA). La planète reçoit probablement environ 125 fois plus de lumière que la Terre.

## Âge et Formation

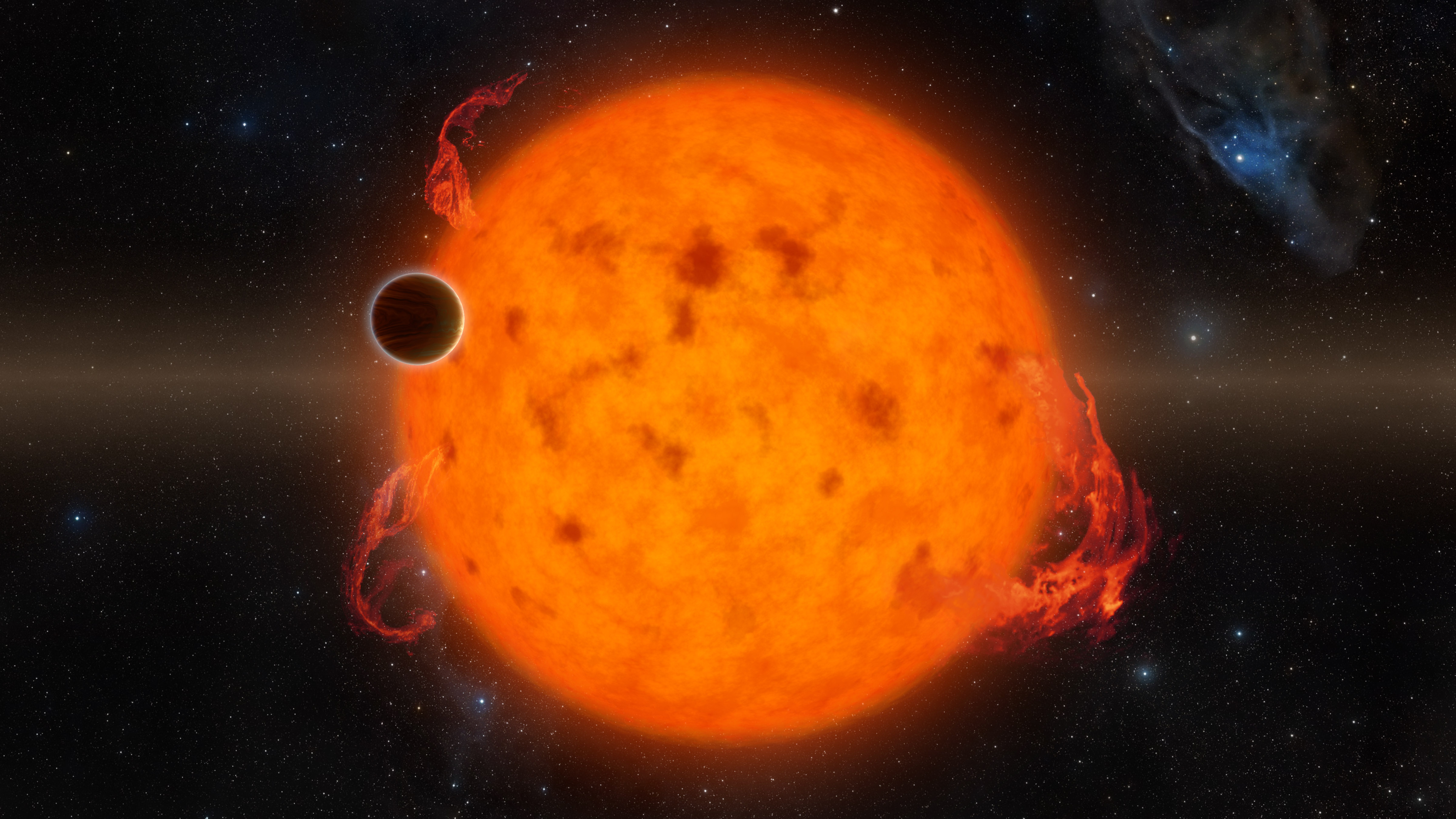
Vue d'artiste de K2-33 b en transit devant sa très jeune étoile parente.

La planète est surtout connue pour son âge remarquablement jeune, estimé à environ 9,3 millions d'années. Étant donné cet âge, le système planétaire s'est probablement formé à la fin de l'époque du Miocène de l'histoire de la Terre. Les observations faites sur la planète ont confirmé qu'il s'agissait bien d'une exoplanète entièrement formée, et pas seulement une protoplanète encore en phase d'accrétion. La masse et le rayon de l'exoplanète contribuent également à limiter cette affirmation ,.
K2-33 b est la plus jeune exoplanète en transit confirmée. Il existe relativement peu d'autres exoplanètes découvertes à ce jour avec un âge aussi jeune. Toutes ne sont pas en transit (certaines ont été détectées autour des étoiles chaudes de type spectral A et B, telles que HD 95086 et HIP 78530), pourraient juste être des naines brunes en raison de leur masse. L'exoplanète Jupiter chaude V830 Tau b, publiée dans le même numéro de la revue Nature que la découverte de K2-33 b, est la plus jeune exoplanète connue, âgée d'environ 2 millions d'années (à peu près à l'époque où l'homme est apparu sur Terre).
Les découvertes de K2-33 et de V830 Tau b sont particulièrement révélatrices de l'explication de la proximité des planètes, une question ouverte dans le domaine des exoplanètes depuis la découverte de la première exoplanète, 51 Pegasi b, en 1995. Dans ces exoplanètes, plusieurs théories de la migration planétaire peuvent être écartées car elles mettent trop de temps à former des planètes rapprochées. Le scénario de formation la plus plausible pour K2-33 b est qu'elle se soit formée plus loin de son étoile, puis a migré vers l'intérieur au travers du disque protoplanétaire, bien qu'il soit toujours possible que la planète se soit formée en place, . Trevor David du California Institute of Technology à Pasadena, énoncera lors de la découverte de l'exoplanète, « la question à laquelle nous répondons est la suivante : ces planètes ont-elles mis longtemps à entrer dans ces orbites chaudes, ou auraient-elles pu être présentes très tôt ? Nous disons, du moins dans ce cas, elles peuvent effectivement être présentes très tôt. ».
Comprendre le jeune âge de ces exoplanètes pourrait éventuellement aider à guider les scientifiques sur le fonctionnement de la formation des planètes et à fournir des indices sur l'origine du système solaire et d'autres systèmes planétaires découverts.

## Découverte
En 2014, le télescope spatial Kepler de la NASA a commencé sa mission "Second Light", après que deux de ses roues de réacteur avaient échoué l'année précédente, mettant fin à la mission principale. Du août au 13 novembre 2014, l'engin spatial a recueilli des données provenant du cœur de Association Scorpius - Centaurus (Upper Scorpius), notamment de K2-33 . L'exoplanète a été découverte simultanément par deux groupes de recherches indépendantes, l'un dirigé par des astronomes du California Institute of Technology et l'autre par des astronomes de l'Université du Texas à Austin.
L'étoile a été étudiée quelques jours fins janvier, février et mars 2016. Les observations ont été effectuées avec le spectromètres infrarouge à réseau immersif (IGRINS) sur le télescope Harlan J. Smith de 2,7m situé à l'observatoire Mc Donald. Après avoir observé les transits respectifs qui se produisaient pour K2-33b environ tous les 5 jours (sa période orbitale), il a finalement été conclu qu'un organisme planétaire était responsable des transits périodiques de 5 jours. La découverte a été annoncée le 20 juin 2016 dans une annonce faite par la NASA.